# Europa Verda
Europa Verda (en italià: Europa Verde, EV) és un partit ecologista d'Itàlia. Format al 2019 com a llista electoral integrada per la Federació dels Verds, Itàlia Verda, Possible i els Verds del Tirol del Sud, es va transformar en partit al juliol de 2021. Actualment forma part de la coalició Aliança Verds i Esquerra.

## Història
En les primeres etapes de la campanya per a les eleccions al Parlament Europeu de 2019, la Federació dels Verds i l'Itàlia Verda va formar un acord amb Itàlia en Comú de Federico Pizzarotti per formar una llista electoral conjunta. No obstant, els comuns van abandonar el projecte, integrant-se finalment en Més Europa. Els Verds van aconseguir posteriorment el suport de Possible i els Verds del Tirol del Sud.
Després d'això, un article d'Il Foglio va informar que dues candidates a la llista electoral, Giuliana Farinaro i Elvira Maria Vernengo, havien rebut el suport del Front Verd (encapçalat per Vincenzo Galizia, antic líder de la secció juvenil del partit neofeixista Flama Tricolor), en conseqüència Giuseppe Civati va retirar la seva candidatura i va suspendre la seva campanya electoral.
Finalment, la llista va obtenir el 2,3% dels vots, una millora respecte al 2014 però encara no suficient per superar el llindar del 4% de representació proporcional al Parlament Europeu. Civati va rebre més vots de la llista, amb 12.247 vots de preferència.
Posteriorment, a les eleccions regionals del 2020, EV va guanyar escons al Vèneto, a les Marques i a Campània. Al 2021, Europa Verda es va convertir en un partit polític de ple dret, amb Angelo Bonelli, líder de la Federació dels Verds, que es dissoldria a EV, i Eleonora Evi, provinent del M5S, com a líders. A les eleccions locals de 2021, EV va obtenir el 0,9% dels vots a Roma, el 5,1% a Milà, el 3,2% a Nàpols, el 0,9% a Torí i el 2,8% a Bolonya.
Posteriorment, al gener de 2022, Europa Verda i l'Esquerra Italiana van acostar-se per formar una aliança de cara a les eleccions presidencials, donant finalment suport de manera conjunta a Luigi Manconi. El febrer de 2022, quatre diputats provinents de l'M5S van formar el subgrup "Europa Verda" al Grup Mixt de la Cambra de Diputats. Al juliol del mateix any, SI i EV van celebrar una convenció conjunta a Roma anomenada "Noves Energies", promovent la seva cooperació i un programa electoral unitari, caminant cap a la formació d'una coalició inspirada en la Nova Unió Popular Ecològica i Social francesa.
Després de la caiguda del govern de Draghi, la dissolució anticipada del Parlament italià i la convocatòria de les eleccions generals de 2022, es va presentar la coalició de l'Aliança Verds i Esquerra. Mentre que els membres fundadors de la llista original d'EV Possible i els Verds del Tirol del Sud van integrar-se a la coalició, Itàlia Verda participaria en les llistes del PD, dissolent-se i integrant-se als demòcrates al 2023.
A les eleccions de 2022, l'AVS va aconseguir 12 escons i 4 senadors, dels quals 7 diputats i 1 senador eren dels Verds. A les eleccions europees de 2024, la coalició de l'AVS es va mantenir, obtenint 6 eurodiputats, 4 dels quals eren membres d'Europa Verda.

## Resultats electorals

### Parlament Italià
| Any  | Líders                      | Vots       | %          | Diputats | +/− | Senadors | +/- | Govern   |
| ---- | --------------------------- | ---------- | ---------- | -------- | --- | -------- | --- | -------- |
| 2022 | Angelo Bonelli Eleonora Evi | Dins l'AVS | Dins l'AVS | 7 / 400  | Nou | 1 / 200  | Nou | Oposició |

### Parlament Europeu
| Any  | Líder           | Vots         | %          | Escons | +/– | Grup      |
| ---- | --------------- | ------------ | ---------- | ------ | --- | --------- |
| 2019 | Giuseppe Civati | 621,492 (7è) | 2.32       | 0 / 73 | Nou | –         |
| 2024 | Angelo Bonelli  | Dins l'AVS   | Dins l'AVS | 4 / 76 | 4   | Verds/ALE |